# 1967 en Suisse
Chronologie de la Suisse
- 1963
- 1964
- 1965
- 1966
- 1967
- 1968
- 1969
- 1970
- 1971

Chronologie de la Suisse
1966 en Suisse - 1967 en Suisse - 1968 en Suisse

## Gouvernement au1erjanvier 1967
- Conseil fédéral[1]:
  - Roger Bonvin PDC, président de la Confédération
  - Willy Spühler PSS, vice-président de la Confédération
  - Hans Schaffner PRD,
  - Hans Peter Tschudi PSS
  - Ludwig von Moos PDC
  - Nello Celio PRD
  - Rudolf Gnägi UDC

## Évènements

### Janvier
Lundi 2 janvier 
- Décès à Männedorf (ZH), à l’âge de 73 ans, de l’écrivain et restaurateur de monuments Linus Birchler.

 Mardi 17 janvier 
- Décès à Genève, à l’âge de 82 ans, de l’architecte Louis Blondel.

 Samedi 21 janvier 
- Décès à Prilly (VD), à l’âge de 77 ans de l’architecte Jacques Philippe Favarger.

### Février
Mercredi 1er février 
- Décès à Bâle, à l’âge de 82 ans, du peintre et dessinateur Karl Dick.

 Vendredi 10 février 
- Un appareil de la compagnie Swissair percute le Lägern, entre Baden (AG) et Dielsdorf (ZH) lors d'un vol d'entraînement. Ses quatre occupants perdent la vie.

 Dimanche 12 février 
- Élections cantonales au Tessin. Federico Ghisletta (PSS), Bixio Celio (PRD), Argante Righetti (PRD), Angelo Pellegrini (PDC) et Arturo Lafranchi (PDC) sont élus au Conseil d’État lors du 1er tour de scrutin.

 Lundi 13 février 
- La Suisse renonce à prendre des sanctions contre la Rhodésie.

 Dimanche 26 février 
- Pour la première fois de son histoire, le HC Kloten devient champion de Suisse de hockey-sur-glace.

### Mars
Vendredi 3 mars 
- Le premier cas de rage est signalé dans le canton de Schaffhouse.

 Samedi 4 mars 
- Décès,à l’âge de 82 ans, du mathématicien Michel Plancherel.

 Dimanche 12 mars 
- Arrivée inattendue en Suisse de Svetlana Allilouïeva, fille de Joseph Staline.

 Mercredi 15 mars 
- Décès à Genève, à l’âge de 78 ans, de l’aviateur François Durafour.

 Jeudi 16 mars 
- Première de Die Wiedertäufer (Les Anabaptistes), de Friedrich Dürrenmatt, au Schauspielhaus de Zurich.

 Vendredi 17 mars 
- Le Gouvernement bernois propose un plan pour résoudre la Question jurassienne.

 Samedi 25 mars 
- Décès à Zurich, à l’âge de 78 ans, du peintre Johannes Itten.

### Avril
Mercredi 5 avril 
- Vernissage, au Kunsthaus de Zurich, de l’exposition de dessins et d’aquarelles de Vincent van Gogh.

 Dimanche 9 avril 
- Elections cantonales à Zurich. Rudolf Meier (PAB), König Walter (AdI), Ernst Brugger (PRD), Aloïs Günthard (PAB), Urs Bürgi (conservateur), Arthur Bachmann (PSS) et Albert Mossdorf (PRD) sont élus au Conseil d’État lors du 1er tour de scrutin.
- Elections cantonales à Bâle-Campagne. Leo Lejeune (PSS), Ernst Löliger (PRD), Paul Manz (PAB), Theo Meier (PRD) et Karl Zeltner (conservateur) sont élus au Conseil d’État lors du 1er tour de scrutin.

 Vendredi 14 avril 
- Le concert des Rolling Stones au Hallenstadion de Zurich tourne quasiment à l’émeute. De nombreuses chaises du vélodrome sont cassées.

 Samedi 15 avril 
- Décès à Essertines-sur-Rolle (VD), à l’âge de 80 ans, du professeur Georges Bonnard.

 Jeudi 27 avril 
- La 50e Foire suisse d’échantillons (MUBA) ferme ses portes à Bâle. Pour la première fois, elle a attiré plus d’un million de visiteurs.

### Mai
Lundi 1er mai 
- Premier numéro de L’Impartial et Feuille d’Avis des Montagnes, né de la fusion de L’Impartial, publié à La Chaux-de-Fonds et de La Feuille d’Avis des Montagnes, publiée au Locle.

 Samedi 6 mai 
- Vernissage, au Kunsthaus de Zurich, de l’exposition Marc Chagall.

 Dimanche 7 mai 
- Élections cantonales à Lucerne. Werner Bühlmann (PDC), Josef Isenschmid (PDC), Felix Wili (PDC), Adolf Käch (PRD), Werner Kurzmeyer (PRD), Hans Rogger (Parti chrétien-social), Anton Muheim (PSS) sont élus au Conseil d’État lors du 1er tour de scrutin.

 Mercredi 10 mai 
- Inauguration d’un tronçon de 41 km de l’autoroute A1 entre Oensingen (SO) et Lenzbourg (AG).

 Jeudi 25 mai 
- Décès à Zurich, à l’âge de 79 ans, du peintre Johannes Itten.

 Samedi 27 mai 
- Mise hors service de la ligne de chemin-de-fer Loèche-Loèche-les-Bains (VS). Le trafic est assuré désormais par des bus.

 Mercredi 31 mai 
- Décès à Lausanne, à l’âge de 75 ans, du chirurgien Pierre Decker.

### Juin
Samedi 10 juin 
- Inauguration du Musée des Arts décoratifs de la ville de Lausanne.

 Dimanche 11 juin 
- Le FC Bâle s’adjuge, pour la deuxième fois de son histoire, le titre de champion de Suisse de football.

 Vendredi 16 juin 
- Début de la première édition du Festival de Jazz de Montreux.

 Vendredi 23 juin 
- Inauguration d’un tronçon de 6 km de l’autoroute A3 entre Rheinfelden et Kaiseraugst (AG).
- L’Italien Gianni Motta remporte le Tour de Suisse cycliste

 Lundi 26 juin 
- Abbé primat de l'ordre bénédictin, Benno Gut est nommé cardinal-diacre au titre de Saint-Georges-au-Vélabre à Rome.

### Juillet
Dimanche 2 juillet 
- Votations fédérales. Le peuple rejette, par 397 303 non (67,3 %) contre 192 991 oui (32,7 %), l'Initiative populaire « contre la spéculation foncière ».

### Août
Vendredi 11 août 
- Décès à Zurich, à l’âge de 82 ans, de l’ingénieur et photographe Charles Krebser.

 Lundi 14 août 
- Décès à Pully (VD), à l’âge de 82 ans, du journaliste Georges Rigassi.

 Mardi 15 août 
- Le Conseil fédéral choisit le système PAL pour la télévision en couleurs en Suisse.

 Jeudi 31 août 
- Dernier jour d’exploitation de la ligne de tramway Bâle-Lörrach (RFA).

 Samedi 26 août 
- Inauguration du barrage de Mattmark (VS).

### Septembre
Vendredi 1er septembre 
- Un avion de tourisme, parti de Locarno (TI), s’écrase contre la paroi nord de l’Eiger Alpes bernoises. Ses quatre occupants perdent la vie.

 Mardi 5 septembre 
- Décès à Bâle, à l’âge de 73 ans, du peintre et vitrailliste Otto Staiger.
- Ouverture des XXIe Rencontres internationales de Genève, consacrées à L'art dans la société d'aujourd'hui.

 Samedi 9 septembre 
- Ouverture à Lausanne du Comptoir suisse dont les hôtes d’honneur sont l’Espagne et la République de la Côte d'Ivoire.

 Mardi 12 septembre 
- Ouverture de La Placette à Genève. En superficie, il s’agit du troisième plus grand magasin de Suisse.

 Mercredi 13 septembre 
- Inauguration à Zollikofen (BE) du Technicum agricole suisse.
- Décès à Lausanne, à l’âge de 83 ans, de l’architecte Frédéric Gilliard.

 Vendredi 15 septembre 
- Décès à Lausanne, à l’âge de 67 ans, du compositeur Hans Haug.

 Samedi 16 septembre 
- Décès à Vevey, à l’âge de 78 ans, de Carl Bruggmann, ancien ministre de Suisse à Washington.

 Dimanche 17 septembre 
- Carambolage monstre, impliquant 28 voitures, sur l’autoroute A1 entre Versoix (GE) et le Vengeron.

 Lundi 25 septembre 
- Ouverture à Zurich du Congrès mondial de l’Union géodésique et géophysique internationale réunissant 2 500 scientifiques. Il s’agit du plus grand congrès jamais organisé en Suisse.

Jeudi 28 septembre
- Le bowling de Plainpalais à Genève (11, rue des Maraîchers) part en fumée. Six personnes décèdent, entre autres parce que l'issue de secours était bloquée par des matériaux de construction d'un immeuble voisin en réfection.

### Octobre
Mardi 3 octobre 
- Décès à Vevey, dans sa 64e année, du compositeur Carlo Hemmerling.

 Mercredi 4 octobre 
- Le traité entre la Confédération suisse et la République fédérale d’Allemagne sur l’inclusion de la commune de Büsingen (SH) dans le territoire douanier suisse entre en vigueur.

 Jeudi 12 octobre 
- Inauguration de la centrale thermique de Chavalon, à Vouvry (VS).

 Jeudi 19 octobre 
- La Cour civile de Bâle prononce la faille de la compagnie d’aviation Globe-Air.
- Décès à Lausanne, à l’âge de 73 ans, de Roger Masson, chef du service de renseignements suisse durant la Seconde Guerre mondiale.

 Lundi 23 octobre 
- Décès à Münsterlingen (TG), à l’âge de 64 ans, de l’écrivain Gottlieb Heinrich Heer. Ses œuvres étaient imprégnés d'un fort attachement au pays natal.

 Dimanche 29 octobre 
- Élections au Conseil national. Malgré une perte de deux sièges, le Parti socialiste suisse forme toujours le plus grand groupe parlementaire avec 53 élus (- 2). Les autres partis gouvernementaux sont en léger recul. Le PDC obtient 45 sièges (- 3), le PRD 49 (-2) et l’UDC 21 (-1). L’Alliance des indépendants, avec 16 élus, gagne 6 sièges. Le Parti suisse du travail fait son entrée au parlement, avec cinq conseillers nationaux.

### Novembre
Lundi 6 novembre 
- Lancement d’un nouveau journal de midi. neue presse est édité par le Tages Anzeiger de Zurich et la National Zeitung de Bâle.

 Vendredi 17 novembre 
- Inauguration à Serrières (NE) du musée Suchard.

 Samedi 24 novembre 
- Le diplomate genevois Olivier Long est nommé directeur général du GATT.

 Lundi 27 novembre 
- Lors d’une course de service du téléphérique Arosa-Weisshorn (GR), une cabine s’écrase au sol. Ses six occupants sont tués sur le coup.

### Décembre
Vendredi 1er décembre 
- Ouverture du tunnel routier du San Bernardino.

 Samedi 16 décembre 
- Neuf personnes perdent la vie lors de l’explosion d’un engin alors qu’elles suivaient  un cours sur les explosifs à Hemmental (SH).

 Samedi 23 décembre 
- Décès à Biberist (SO), à l’âge de 71 ans, du compositeur et chef d’orchestre Richard Flury.

 Mercredi 27 décembre 
- Georges Duplain est nommé directeur de l’Agence télégraphique suisse.